# Zelení mužíčci (rusko-ukrajinská válka)

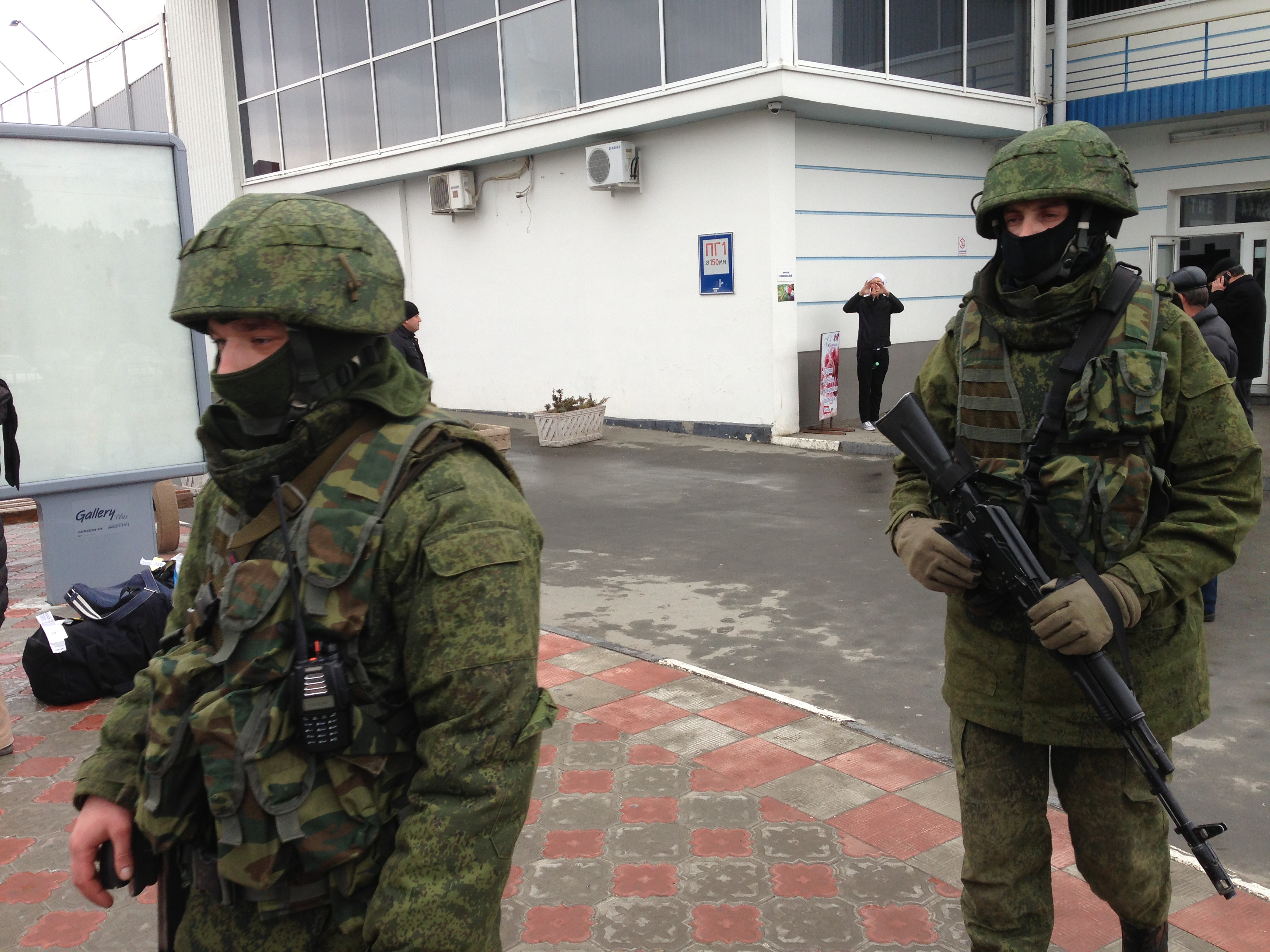
Neoznačení vojáci během krymské krize, tzv. „zelení mužíčci“

Zelení mužíčci či zelení človíčci (rusky зелёные человечки, ukrajinsky зелені чоловічки) je označení pro maskované vojáky v zelených neoznačených uniformách, kteří se objevili s moderními ruskými zbraněmi a vybavením na Ukrajině v roce 2014 během krymské krize. Označení se vžilo během období, kdy nebylo oficiálně jasné, ke komu tito neoznačení vojáci patří. Po počátečním popírání prezident Vladimir Putin přiznal účast ruských speciálních jednotek a námořní pěchoty, které přispěly k anexi Krymu.
Někdy se jako zelení mužíčci označují i ruští vojáci, působící i v navazující válce na východní Ukrajině. Aktivní účast ruských jednotek Rusko po roce popírání potvrdilo nejdříve na Krymu, na východní Ukrajině ji Putin potvrdil v roce 2016.

## Hybridní válka
Neoznačení vojáci a jejich neoficiální nasazení na území cizího státu bez formálního vyhlášení války se stalo fenoménem nového pojetí války, tzv. hybridní války. Kromě tohoto fenoménu je hybridní válce vlastní také důraz na informační válku a psychologické operace.
Podle českého spolku Jagello 2000 právě v případě Ukrajiny dostala tato hybridní válka poprvé reálnější obrysy a kromě její vedení prostřednictvím neoznačených vojáků došlo také k zesílení ruské propagandy na mezinárodní scéně. Kromě tradičních prostředků byla také nasazena tzv. armáda trollů.

## Zelení mužíčci na Krymu

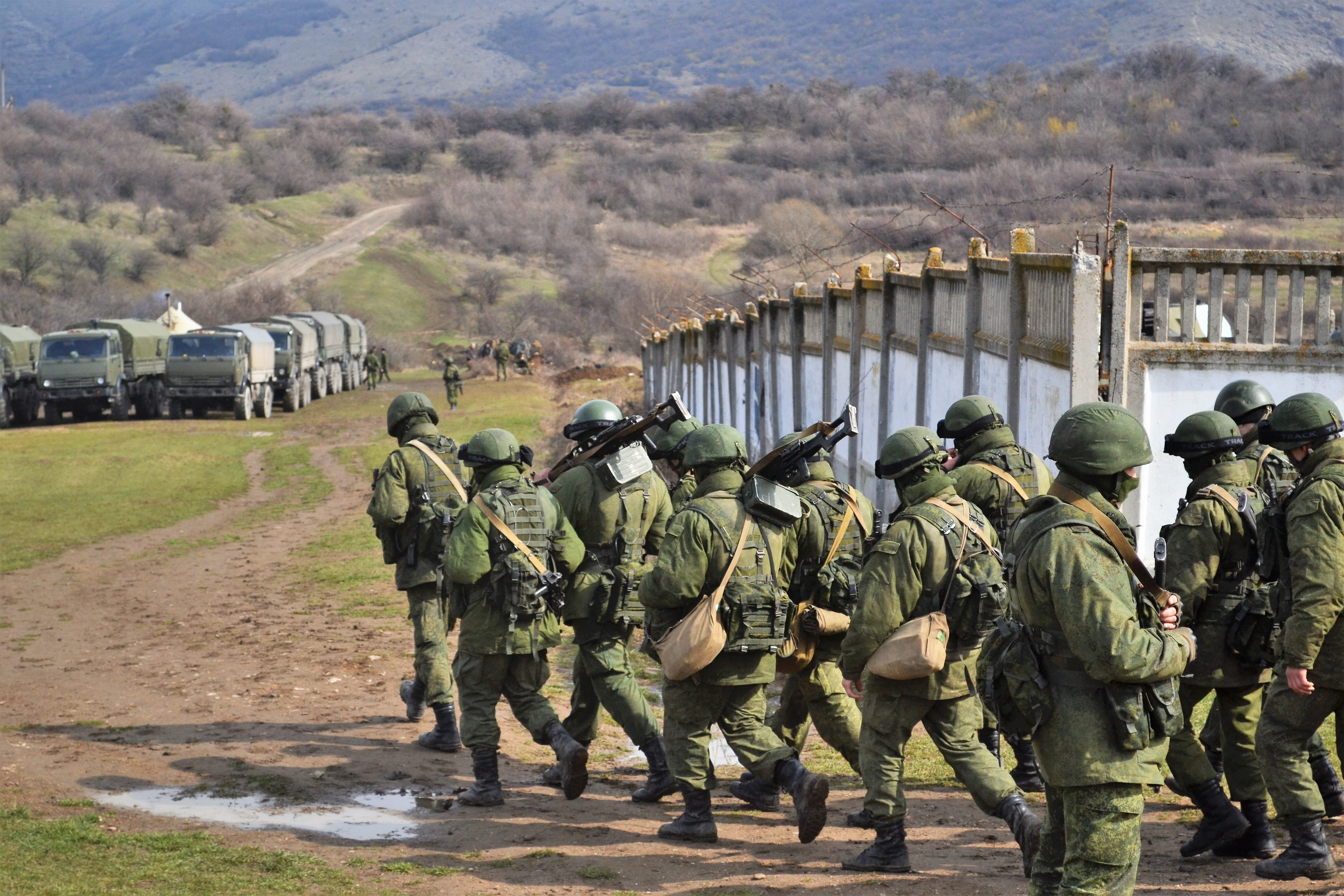
Zelení mužíčci u vojenské základny v Perevalném, březen 2014

Poprvé se zelení mužíčci objevili během krymské krize, když obsazovali vojenská zařízení a politické instituce. Tehdy byli označováni jako neoznačení příslušníci místní domobrany, ale kvůli jejich vysoké profesionalitě a velmi moderní výbavě ruskými zbraněmi a dalším materiálem, včetně prvků tehdy u specnaz nově zaváděného systému výbavy jednotlivce ratnik, existovalo podezření, že jde o ruské vojáky. Ozbrojenci byli také vybaveni například tichými odstřelovacími puškami VVS Vintorez nebo lehkými obrněnými vozidly GAZ Tigr.  Ruský prezident Vladimir Putin nejprve prohlásil, že šlo o „místní sebeobranné síly, jejichž příslušníci si vybavení zakoupili ve vojenských výprodejích“, ale v březnu 2015 potvrdil, že se jednalo o příslušníky ruské armády a navíc na počest jejich klíčové role při anexi Krymu vyhlásil 27. únor „dnem speciálních sil“, přezdívaným ruskými médii „den zelených mužíčků“. Předtím existoval také ruskými vládními a armádními špičkami velmi oceňovaný návrh člena obranného výboru Státní dumy Igora Zotova, podle něhož by byl na 7. října, čili na Putinovy narozeniny, vyhlášen tzv. „den uctivých lidí“. Uctiví lidé (rusky вежливые люди, ukrajinsky ввічливі люди) je označení těchto vojáků používané v Rusku a v ruských médiích. Zelení mužíčci se totiž při přebírání krymských institucí chovali k jejich zaměstnancům velmi uctivě.
Podle prezidenta Putina šlo o příslušníky vojenské zpravodajské služby GRU a námořní pěchoty, které on sám vyslal na Krym pod záminkou posílení obrany tamních ruských vojenských objektů. Podle vysloužilého admirála Igora Kasatonova šlo v případě Krymu o příslušníky jednotek Specnaz, jejichž nasazení proběhlo pomocí šesti přistání vrtulníků a tří přistání letadel Il-76 v celkovém počtu 500 mužů.

## Neoznačení ruští vojáci na východě Ukrajiny
Ruští vojáci a ruská vojenská technika dle tvrzení ukrajinské vlády a pozorovatelů NATO ve velkém figurují i v následné válce na východní Ukrajině. Rusko účast v této válce vytrvale odmítá, přestože se objevuje velké množství přímých (jako v případě sestřelení malajsijského letadla letu MH17) i nepřímých důkazů, že zde prostřednictvím neoznačené techniky a vojáků vede tzv. hybridní válku.